# Geschützter Landschaftsbestandteil Schürenbach-Quellsumpf

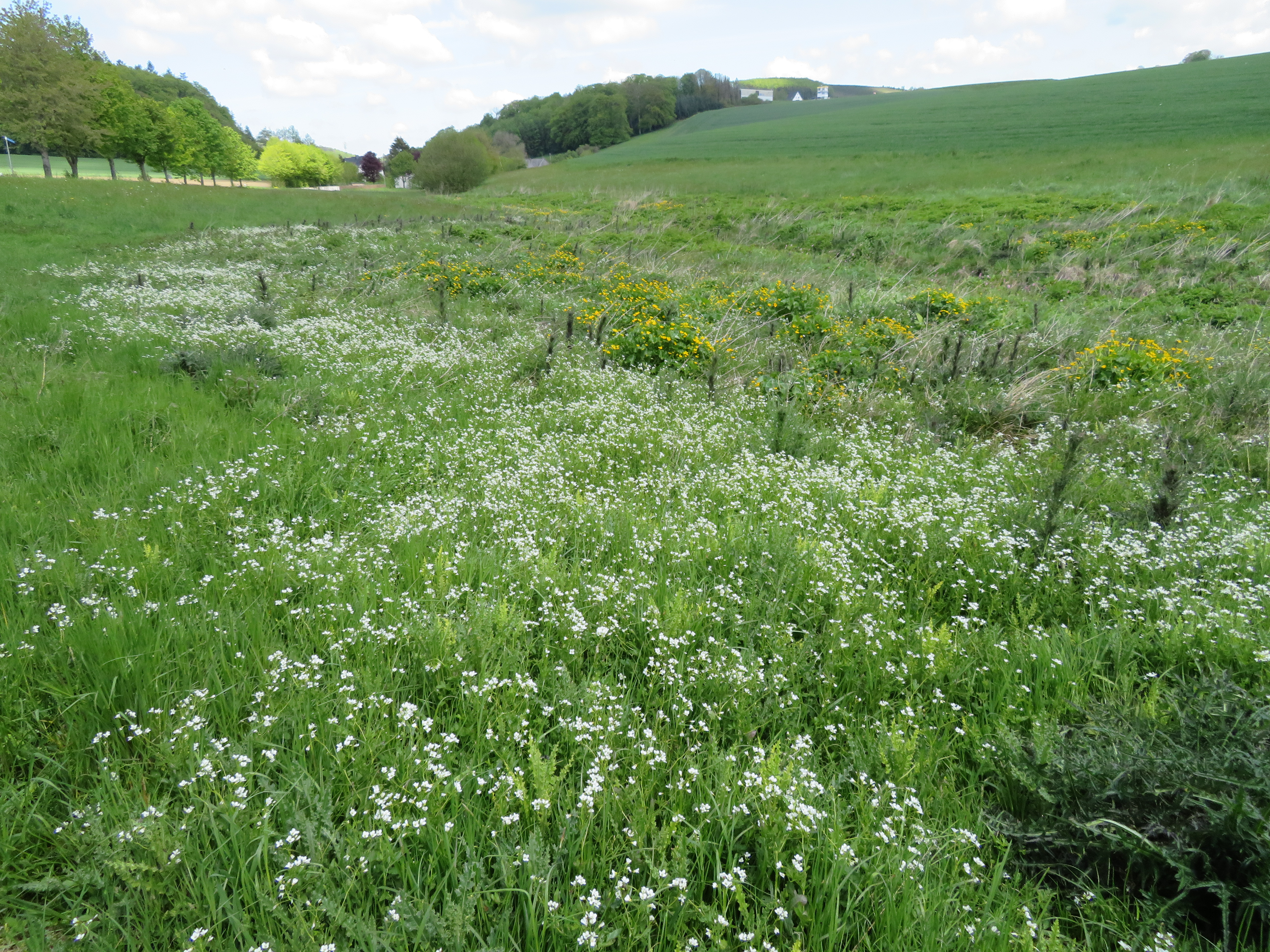
Schürenbach-Quellsumpf

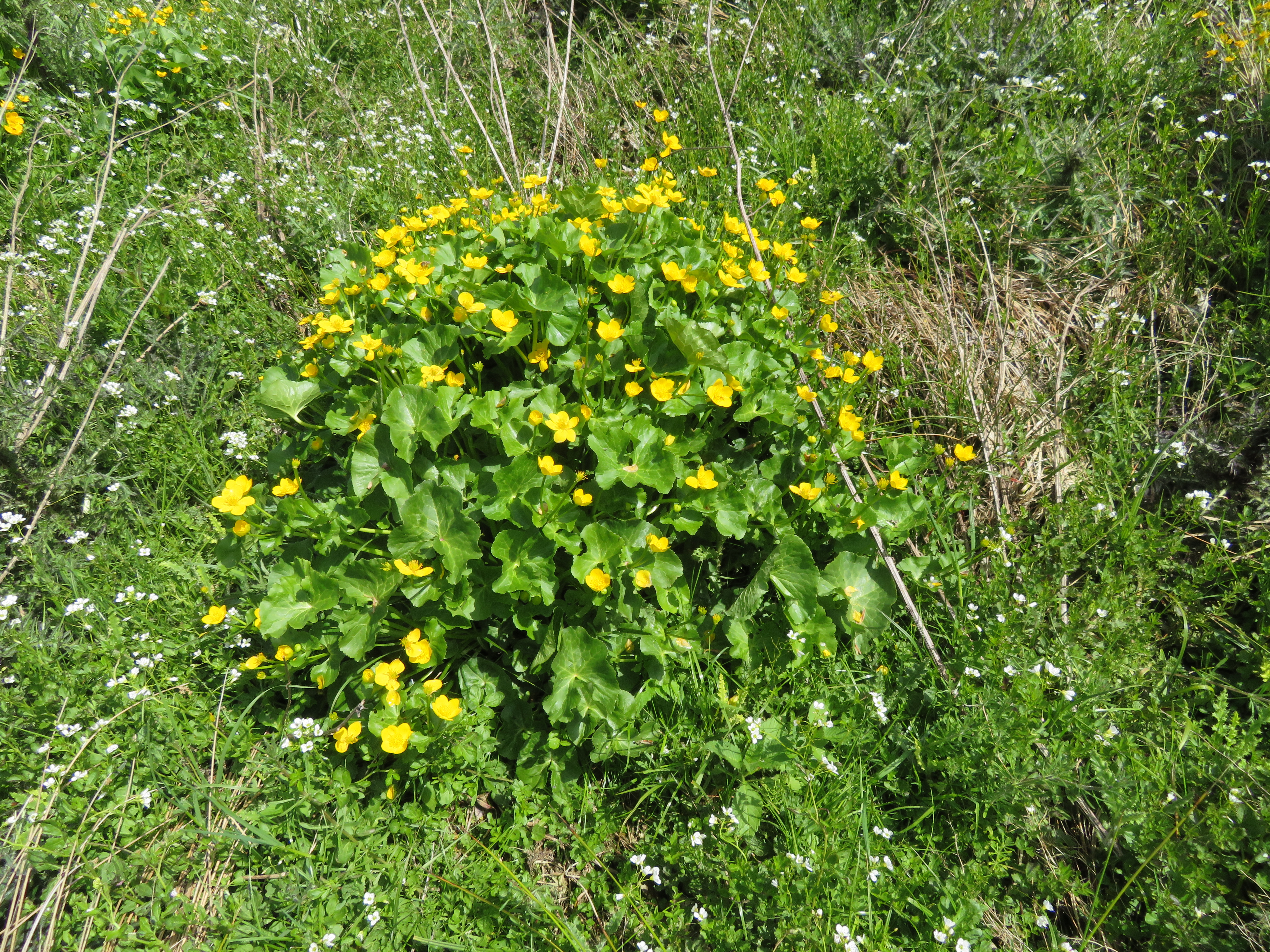
Sumpfdotterblume im LB

Der Geschützte Landschaftsbestandteil Schürenbaches mit 0,74 ha Flächengröße liegt südlich von Schüren im Stadtgebiet von Meschede im Hochsauerlandkreis. Das Gebiet wurde 1994 mit dem Landschaftsplan Meschede durch den Kreistag des Hochsauerlandkreises als  Geschützter Landschaftsbestandteil (LB) mit dem Namen Geschützter Landschaftsbestandteil Quellsumpf des Schürenbaches und einer Flächengröße von 0,3 ha ausgewiesen. 2020 wurde das LSG mit neuem Namen und deutlich vergrößert erneut ausgewiesen. Das LB gehört zum Naturpark Sauerland-Rothaargebirge. Der LB ist umgeben vom Landschaftsschutzgebiet Talraum Bruch südlich Schüren. Das Landschaftsschutzgebiet Offenland um Schüren und Erflinghausen liegt nur wenige Meter östlich vom LB. Westlich grenzt direkt die Landstraße 914 an. 

## Beschreibung
Beim LB handelt es sich um den großflächigen Quellsumpfbereich des Schürenbaches in einer weiten landwirtschaftlich genutzten Talmulde. Das feuchte frühere Weidegrünland steht unter dem gesetzlichen Biotopschutz nach § 30 BNatSchG. Die Krautschicht weist einen hohen Strukturreichtum auf, die Fläche sticht optisch deutlich aus den benachbarten landwirtschaftlichen Intensivnutzungen heraus. Ein Vergleich mit einer Vegetationsaufnahme aus den 1960er Jahren zeigte im LB eine abnehmende Artenvielfalt. Die abnehmende Artenvielfalt wird auf eine unmittelbar angrenzende Wassergewinnungsanlage und eine veränderte Grünlandnutzung zurückgeführt. Laut Landschaftsplan soll zum Schutz ggf. eine Einzäunung gegen Weidevieh erfolgen und die Fläche der natürlichen Sukzession überlassen werden.

## Schutzgrund, Verbote und Gebote
Der Geschützte Landschaftsbestandteil hat eine besondere Funktion für die Gliederung und Belebung des Landschaftsbildes bzw. des umgebenden Offenlandes. Wie alle LB im Landschaftsplangebiet ist dieser LB durch seinen eigenständigen Charakter deutlich von der ihn umgebenden „normalen“ Wald- und Feld-Landschaft zu unterscheiden. Dieser LB dient speziell dem Schutz und der Pflege eines Landschaftselementes mit lokaler Bedeutung inmitten landwirtschaftlich genutzter Freiflächen; Rote-Liste-Pflanzenarten; wertvolles Quellgebiet; Sicherstellung der Leistungsfähigkeit des Naturhaushaltes durch Erhalt des Biotops mit hohem Entwicklungspotential, Schutz der wertvollen Biozönose vor schädlichen Einwirkungen durch Beweidung.
Wie bei allen LB ist es verboten, Pflanzen zu beschädigen, auszureißen, auszugraben oder Teile davon abzutrennen oder auf andere Weise in ihrem Wachstum oder Erscheinungsbild zu beeinträchtigen. Unberührt ist jedoch die ordnungsgemäße Pflege eines LB.
Der LB soll laut Landschaftsplan „durch geeignete Pflegemaßnahmen erhalten werden, solange der dafür erforderliche Aufwand in Abwägung mit ihrer jeweiligen Bedeutung für Natur und Landschaft gerechtfertigt ist.“